# Eusebio García González
Eusebio García González-Estébanez (Valladolid, 26 de septiembre de 1927 - Segovia, 9 de noviembre de 2017) fue un poeta, pedagogo, político y alcalde español.

## Biografía
Inició sus estudios en el colegio Santa Cruz, donde comenzó a publicar en la revista Halcón, en 1945 y 1946, desplegando sus dotes poéticas y narrativas. Realiza sus estudios de Bachillerato en el Instituto Zorrilla y de Magisterio en la Normal de San Pedro Regalado. Formó parte de la Academia Literaria “Marqués de Santillana” y, con otros compañeros, fundó la “Hernando de Acuña”. Colaboró en la inauguración de las “Mañanas de la Biblioteca” de la Casa Cervantes que dirigía Nicomedes Sanz y Ruiz de la Peña, en la que dio cinco recitales de poesía.
En 1949 inició su carrera docente impartiendo clase en varios colegios de Dominicos; desde 1957 ha sido profesor estatal por oposición, ejerciendo en Santa Mª la Real de Nieva, de cuyo colegio fue también director durante muchos años.
Pero no fue hasta 1973, cuando entró en contacto con la vida municipal, primero dentro del llamado "tercio familiar" en el Ayuntamiento de Santa María la Real de Nieva (Segovia). Fue Alcalde de Santa Mª la Real de Nieva durante los periodos 1975/79 y 1991/2011, presentándose con el Partido Popular, hasta que en 2011, tras veinticuatro años ocupando la Alcaldía de forma ininterrumpida, anunció su intención de no presentarse de nuevo al cargo.
También ocupó el cargo de diputado provincial y fue miembro de la Federación Regional de Municipios y Provincias, como asesor y como responsable de la implantación del plan de proceso de formación continua de los funcionarios. Por otra parte, impulsó el grupo de acción local Aidescom que presidió durante 22 años, y del que era presidente honorario, hasta el momento de su muerte, gestionando proyectos de desarrollo rural en la Campiña Segoviana, que se prolongaron hasta 2020. Entre sus condecoraciones destaca la de “Caballero de la Orden de Cisneros”.
Escribió diversos artículos sobre el municipalismo y los pueblos de Castilla, en los que se refleja su idea de un regeneracionismo moderno y democrático.
Su mujer, Pilar Calero Lopez, murió en 2014. Su hijo Jesús García Calero, es periodista; su hija Pilar Garcia Calero es profesora de piano e investigadora de la Universidad de Sevilla.
“Ahí queda este Castillo.
El tiempo venció a todos.
Nadie oye las palabras de arenga o de dolor.
Hay nuevo transcurrir de vidas y sucesos.
Lo heroico actual tiene otra manera de expresarse”.
			(Eusebio Garcia González “Las categorías de mi mundo”, 2013).
Obras poéticas:
-Obras de juventud
-Geopsiquiátricas, 2008 (dedicado a su cuñado Faustino Calero Lopez)
-Poemas del mar, 2011 (dedicado a su esposa Pilar Calero Lopez, a sus hijos Pilar y Jesús Garcia Calero  y a sus nietos Mario y Bruno Garcia Garcia)
-Las categorías de mi mundo, 2013 (dedicado a sus amigos poetas)
-Socionáuticas, 2013
-Diario íntimo de mis soledades, 2015 (dedicado a su esposa, Pilar Calero Lopez, ya fallecida)